# المليارات (مسلسل تلفزيوني)
المليارات بالإنجليزية"Billions" سلسلة دراما تلفزيونية أمريكية تم إنشاؤها بواسطة «ريان كوبلمان»، و«ديفيد ليفين» و«أندرو روس سوركين»، بطولة «بول جياماتي» و«داميان لويس» عرض لأول مرة في شوتايم. السلسلة مقتبسة من أنشطة المدعي العام الاتحادي في الجرائم المالية «برييت بهارارا»، النائب الأميركي السابق للمقاطعات الجنوبية لنيويورك، ومعاركه القانونية مع مدير رأس مال صندوق التحفظ«كوهين ستيف كيس». الموسم الثاني عرض لأول مرة في 19 فبراير 2017. وفي 8 مارس 2017، جددت شوتايم السلسلة لموسم ثالث.

## الطاقم

### الطاقم الرئيسي
- «داميان لويس» بدور اكسلرود (الفأس)، مدير صناديق التحفظ طموح وخريج جامعة هوفسترا والذي بدء بداية متواضعة. وهو أحد الناجين من صناديق التحفظ خلال هجمات 11 سبتمبر، وممن يدفع التعويضات لأبناء زملاءه المتضررين. بشكل عام هو في غاية الخير والسخاء، ولكنه يتعامل بالرشوة لينمي الثروة الهائلة لشركته.
- «بول جياماتي» بدور تشارلز (تشاك) روديس الابن، مدعي عام الولايات المتحدة للمقاطعات الجنوبية لنيويورك. روديس قاسِ، ويكره خاصة الأثرياء المجرمين الذين يحاولون شراء طريقهم بالخروج عن طريق العدالة.
- «سيف ماغي» بدور ويندى رواديس، كيميائية وطبيبة نفسانية ومدربة الأداء داخل المنظمة في العاصمة  وزوجة رواديس تشاك. ويمتلك ذاتية ودوافع ناجحة للغاية. ولديها علاقة قوية مع اكسلرود، رئيسها، الذي كانت قد عملت  معه لأكثر من 15 عاماً.
- [1]

## روابط خارجية
- المليارات على موقع IMDb (الإنجليزية)
- المليارات على موقع ميتاكريتيك (الإنجليزية)
- المليارات على موقع روتن توميتوز (الإنجليزية)
- المليارات على موقع فيلمافينيتي (الإسبانية)
- المليارات على موقع كينوبويسك (الروسية)
- المليارات على موقع ألو سيني (الفرنسية)
- المليارات على موقع قاعدة بيانات الفيلم (الإنجليزية)